# Trichestra shansina
Trichestra shansina är en fjärilsart som beskrevs av Max Wilhelm Karl Draudt 1950. Trichestra shansina ingår i släktet Trichestra och familjen nattflyn. Inga underarter finns listade i Catalogue of Life.